# زالیوی-شپینکی
زالیوی-شپینکی (به لهستانی:  Zaliwie-Szpinki) یک روستا در لهستان است که در گمینا موکوبوده واقع شده‌است.